# Pagten
Pour plus de détails, voir Fiche technique et Distribution.
Pagten est un film danois réalisé par Bille August, sorti en 2021.

## Synopsis
L'amitié du poète Thorkild Bjørnvig et de l'autrice Karen Blixen.

## Fiche technique
- Titre : Pagten
- Réalisation : Bille August
- Scénario : Christian Torpe d'après les mémoires de Thorkild Bjørnvig
- Musique : Frédéric Vercheval
- Photographie : Manuel Alberto Claro
- Montage : Janus Billeskov Jansen et Anne Østerud
- Production : Jesper Morthorst
- Société de production : Motor, SF Studios, Scope Pictures et Yleisradio
- Pays de production :  Danemark,  Belgique,  Norvège et  Finlande
- Genre : Biopic et drame
- Durée : 115 minutes
- Dates de sortie : 
  - Danemark : 5 août 2021

## Distribution
- Birthe Neumann : Karen Blixen
- Simon Bennebjerg : Thorkild Bjørnvig
- Nanna Skaarup Voss : Grete Bjørnvig
- Asta Kamma August : Benedicte Jensen
- Anders Heinrichsen : Knud W. Jensen
- Marie Mondrup : Mme. Carlsen
- Kurt Dreyer : Heinrich
- Mikkel Kjærsgaard Stubkjær : Bo Bjørnvig

## Distinctions
Le film a été nommé pour trois prix Bodil et a reçu celui de la meilleure actrice pour Birthe Neumann. Il a également été nommé pour dix prix Robert et en a reçu deux : meilleure actrice pour Birthe Neumann et meilleur acteur pour Simon Bennebjerg.